# Gremio dei carradori
Il gremio dei carradori era un'antica maestranza della città di Sassari.

## Storia
Il nome “Carradori” si può tradurre in italiano con la parola carrettieri ed erano coloro che trasportavano con mezzi trainati da animali.
Con la divisione dei lavoratori che utilizzavano come traino i cavalli al posto dei buoi.
Nei suoi studi sia in documenti del 1531 che in un memoriale della fine del XVII secolo, Enrico Costa ritrovò il nome Carradores nell'ordine di ingresso degli otto gremi con candeliere a Santa Maria.
Su questo punto vi è però una sorta di disaccordo con la relazione storica del Gremio dei Braccianti che invece fa notare come il gremio non compare nell'unico voto riconosciuto dal comune, cioè quello sciolto nel 1652.

## Attinenze tra Carradori e Braccianti
Recentemente, nelle loro relazioni, i gremianti del Gremio dei Braccianti hanno posto in essere una serie di ipotesi che li vedrebbe essere una emanazione del gremio dei Carradori e dunque di aver diritto a partecipare alla discesa, proprio con il candeliere dei carradori (avente patrona in comune).
Queste informazioni, pur importanti per ricostruire la storia dei Carradori, risultano comunque frammentarie in quanto lo statuto dei gremio è andato perduto.
- La bandiera dei due Gremi è di colore bianco, un colore raro (oltre loro portato solo dal gremio dei massai) tra i gremi e che di solito è similare quando i gremi in oggetto hanno delle attinenze tra loro.

- La patrona poi è stata per lungo tempo in comune, la Madonna della Mercede. Alla fine i Carradori ripiegarono sulla Vergine di Bonaria che comunque approdò a Cagliari in una cassa con stemma mercedario e dai mercedari è custodita.

È da notare come i Viandanti anche se distaccamento dei Carradori non hanno ne bandiera ne patrona in comune con questi.

## Scioglimento

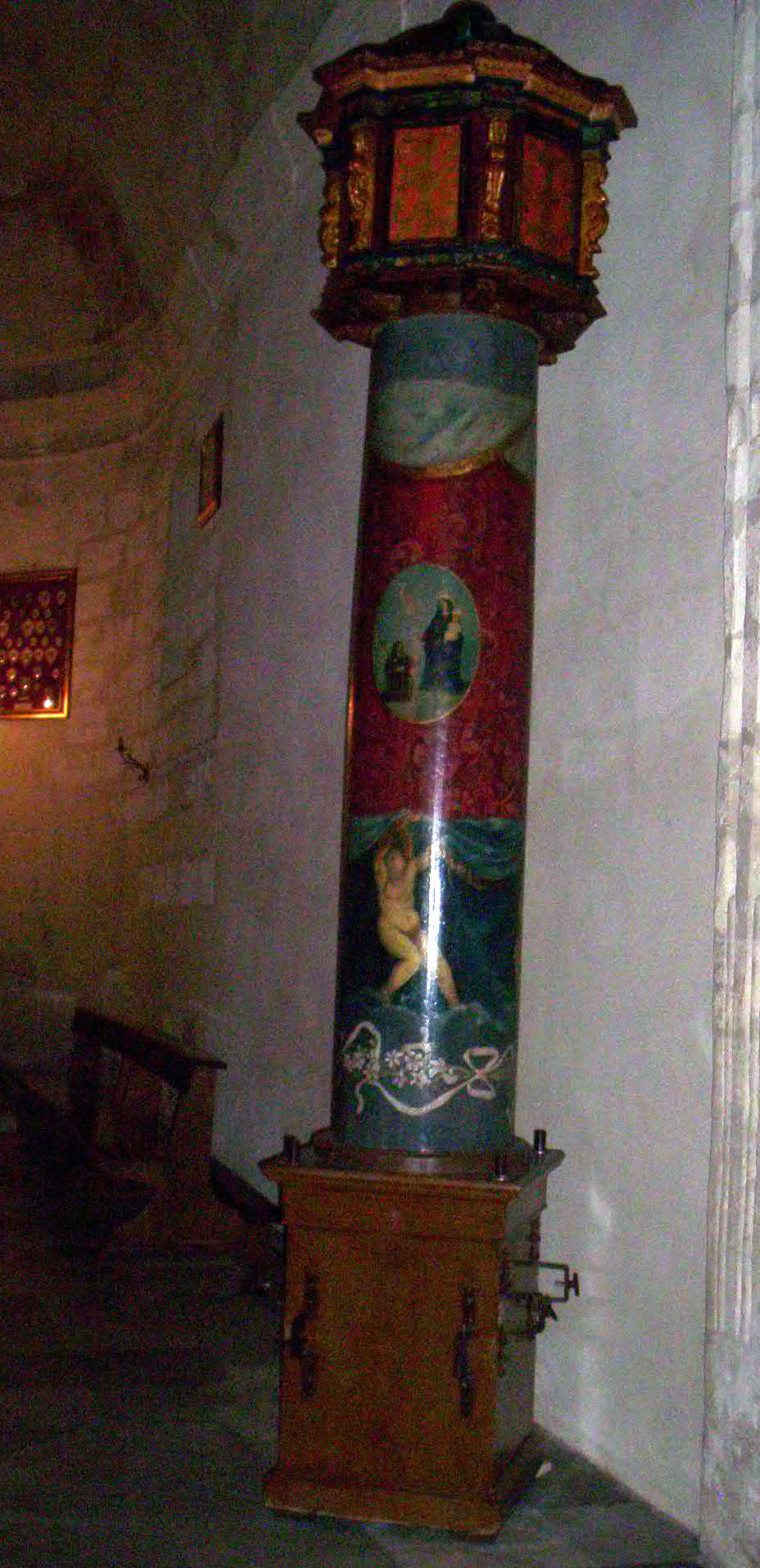
Il candeliere dei Viandanti vecchio come appare oggi. Era di proprietà dei carradori

Il gremio dei Carradori oggi è estinto, come per altri gremi l'evoluzione del mondo del lavoro le fu fatale. Il suo candeliere, sequestrato per insolvenze finanziarie, come già ampiamente accennato venne consegnato dalla commissione per le arti popolari al gremio dei Viandanti che poi ne farà costruire un altro ex novo che alternerà a quello originario dei carradori.